# Hotel Europejski we Wrocławiu
Hotel Europejski, jeden ze znaczących obiektów hotelowych we Wrocławiu, położony przy ul. Piłsudskiego, niegdyś ul. Ogrodowej (Gartenstrasse) 88, róg ul. Stawowej (Teich Strasse). Zbudowany w latach 1876-1877 jako Hohenzollern Hof (Dwór Hohenzollernów). W okresie powojennym był zarządzany przez Przedsiębiorstwo Gospodarki Turystycznej "Odra" we Wrocławiu pod nazwą Hotelu Europejskiego, które przekształciło się w Odra Tourist Hotele Sp z oo, obecnie przez COHM.